# Un mesaj pentru Garcia
Un mesaj pentru Garcia este un eseu larg distribuit, scris de Elbert Hubbard⁠(d) în 1899, exprimând valoarea inițiativei individuale și a conștiinciozității în muncă. Exemplul principal al eseului este o versiune dramatizată a unei escapade îndrăznețe efectuate de un militar american, locotenentul Andrew S. Rowan, chiar înainte de Războiul Hispano-American. Eseul descrie cum Rowan duce un mesaj de la președintele William McKinley la „Gen. Calixto García, un lider al insurgenților cubanezi undeva în adâncurile munților din Cuba - nimeni nu știa unde”. Eseul contrastează efortul auto-motivat al lui Rowan cu „imbecilitatea omului mediu - incapacitatea sau lipsa de voință de a se concentra asupra unui lucru și de a-l face”.

## Rezumatul cărții
Eseul „Un mesaj pentru Garcia”, scris de Elbert Hubbard, este o lucrare larg răspândită care subliniază valoarea inițiativei individuale și a conștiinciozității în muncă. În eseu, este descrisă o misiune îndrăzneață a unui soldat american, Primul Locotenent Andrew S. Rowan, chiar înainte de Războiul Hispano-American. Rowan poartă un mesaj de la Președintele McKinley către Generalul Calixto García, unul dintre liderii insurgenților cubanezi. Lucrarea contrastează efortul autonom al lui Rowan cu „imbecilitatea omului mediu - incapacitatea sau indisponibilitatea de a se concentra asupra unui lucru și de a-l realiza”.
Hubbard povestește despre frustrarea liderilor din lumea afacerilor și a celor care conduc grupuri de muncitori, în fața neglijenței și incompetenței majorității asistenților, și despre cum sunt uneori nevoiți să recurgă la mită sau amenințări pentru a-i determina să coopereze. Eseul interoghează cum ar putea fi posibil un viitor mai bun dacă „stupiditatea morală” și lenea continuă să domine la locul de muncă.
Hubbard menționează că șomerii tind să-și învinovățească adesea angajatorii, dar de fapt, ei sunt cei care strică lucrurile când li se oferă o slujbă și se plâng vehement despre munca lor. Autorul oferă exemplul unui bărbat care este șomer, dar „nimeni dintre cei care îl cunosc nu ar îndrăzni să-l angajeze, pentru că el este o sursă constantă de tulburare”, și subliniază importanța empatiei nu doar pentru cei care trec prin vremuri grele, ci și pentru cei care conduc mari afaceri.
În concluzie, Hubbard accentuează valoarea și importanța în lumea afacerilor a persoanelor dedicate și capabile să-și îndeplinească sarcinile fără probleme, asemenea lui Rowan. Eseul indică faptul că proprietarii de afaceri și liderii caută angajați care să aibă trăsăturile lui Rowan și că astfel de muncitori vor avea întotdeauna un loc de muncă.